# Protabrocoma
Protabrocoma (Kraglievich, 1927) è un genere estinto di roditori della famiglia degli Abrocomidi.

## Descrizione
Questo genere è conosciuto soltanto attraverso resti ossei risalenti al Pliocene e al Miocene rinvenuti in Argentina e Bolivia.

## Distribuzione
Il genere è vissuto in Sudamerica.

## Tassonomia
Il genere comprendeva 2 specie.
- Protabrocoma antigua †
- Protabrocoma paranensis †